# Stuart L. Pimm
Stuart Leonard Pimm (* 27. Februar 1949 in Derby, Derbyshire, England) ist ein US-amerikanischer Evolutionsbiologe und Ökologe britischer Herkunft.

## Leben
1971 erlangte Pimm seinen Bachelor of Science an der University of Oxford. 1974 wurde er mit der Dissertation Community Process and Structure an der New Mexico State University zum Ph.D. promoviert. Von 1974 bis 1975 war Pimm Assistenzprofessor an der Clemson University, South Carolina. Von 1975 bis 1979 war er Assistenzprofessor und von 1979 bis 1982 außerordentlicher Professor an Texas Tech University. Von 1982 bis 1986 war er außerordentlicher Professor an  der Abteilung für Ökologie und Evolutionsbiologie der University of Tennessee. Von 1984 bis 1999 war er Mentor beim Science Alliance Program der University of Tennessee. Seit 2002 ist er Professor für Naturschutzökologie an der Nicholas School of the Environment der Duke University.
Pimms Hauptinteresse gilt der Ursachenforschung hinsichtlich des Aussterbens von Arten. In dieser Position ist er ein gefragter Experte in Film und Fernsehen. Unter anderem hatte er Auftritte in den Filmen Unser Planet im Jahr 2006, 11th Hour – 5 vor 12 mit Leonardo DiCaprio im Jahr 2007, in What a Way to Go: Life at the End of Empire im Jahr 2007 sowie in Racing Extinction im Jahr 2015. Ein weiterer Forschungsschwerpunkt ist die mathematische Darstellung der Eigenschaften von Nahrungnetzen, in denen er aufzeigte, dass komplexe Nahrungsnetze weniger stabil sind als einfache.

## Auszeichnungen
2004 wurde Stuart Pimm Mitglied der American Academy of Arts and Sciences, 2006 erhielt er den A.H.-Heineken-Preis für Umweltwissenschaften und 2010 wurde er mit dem Tyler Prize for Environmental Achievement ausgezeichnet.

## Werke (Auswahl)
- 1980: Annals of Carnegie Museum (mit Robert J. Baker und Karen McBee)
- 1982: Food Webs. Chapman and Hall, London.
- 1985: Utility of Morphological Distance Measures Clustering Algorithms: Test Using Phyllostomid Bats (mit Robert J. Baker und Karen McBee)
- 1991: The Balance of Nature? Ecological issues in the conservation of species and communities. University of Chicago Press, Chicago, IL.
- 1991: Dynamic of Nutrient Cycling and Food Webs (Population and community biology series) (mit D. L. De Angelis)
- 2001: The World According to Pimm: a Scientist Audits the Earth. McGraw Hill, New York.
- 2002: Sparrow in the grass. Printed privately by National Park Service. (mit J.L. Lockwood, C. N. Jenkins, J. L. Curnutt, M. P. Nott, R. D. Powell und O. L. Bass, Jr.)
- 2004: A Scientist Audits the Earth
- 2015: Patterns in Nature: The Analysis of Species Co-Occurrences (mit James G. Sanderson)